# Na Jae-min
Na Jae-min (Hangul: 나재민, Hán-Việt: La Tại Dân, sinh ngày 13 tháng 8 năm 2000), thường được biết đến với nghệ danh Jaemin, là một nam ca sĩ, rapper, dancer, người mẫu và diễn viên người Hàn Quốc, thành viên của nhóm nhạc nam NCT do SM Entertainment thành lập và quản lý, cũng như các nhóm nhỏ NCT Dream và NCT U của nhóm.

## Tiểu sử
Jaemin sinh ngày 13 tháng 8 năm 2000 tại Jeonju. Anh từng theo học Trường Trung học Nghệ thuật và Biểu diễn Seoul. Anh đã được các nhân viên của SM Entertainment tuyển chọn trên đường trong khi đang làm một tình nguyện viên phát poster và thu gom rác cùng với mẹ tại một sự kiện.

## Sự nghiệp âm nhạc

### Trước khi ra mắt
Vào năm 2014, Jaemin đã xuất hiện trên EXO 90: 2014 - một chương trình truyền hình thực tế có sự tham gia của nhóm nhạc EXO, cùng với các thành viên khác của SM Rookies, nơi họ biểu diễn các bài hát và tái tạo video âm nhạc của các thần tượng Kpop nổi tiếng thập niên 90.
Anh chàng cũng góp mặt trong một số sự kiện của SM Rookies bao gồm SM Town Live World Tour IV trước khi được giới thiệu chính thức vào ngày 22 tháng 4 năm 2015.
Vào năm 2015, Jaemin đã xuất hiện trên Câu lạc bộ chuột Mickey của Disney Channel Hàn Quốc với tư cách là một Mouseketeer cùng với các thành viên khác của SM Rookies. Chương trình được phát sóng từ ngày 23 tháng 7 đến ngày 17 tháng 12 năm 2015 và được dẫn dắt bởi Leeteuk của Super Junior.

### 2016-2018: Ra mắt với NCT Dream
Vào ngày 25 tháng 8 năm 2016, SM đã xác nhận Jaemin là thành viên của NCT và nhóm phụ thứ ba, NCT Dream, cùng với Mark, Renjun, Jeno, Haechan, Chenle và Jisung. Nhóm đã ra mắt chính thức vào ngày 24 tháng 8 năm 2016 với đĩa đơn "Chewing Gum". Nhóm theo một hệ thống nhập học - tốt nghiệp. Họ sẽ tốt nghiệp từ nhóm sau khi đạt đến tuổi 20 của Hàn Quốc (19 tuổi, quốc tế).
Vào ngày 1 tháng 2 năm 2017, SM Entertainment đã thông báo rằng NCT Dream sẽ phát hành album đơn đầu tiên, "The First". Tuy nhiên, Jaemin đã không tham gia phát hành do các biến chứng từ căn bệnh đĩa đệm thoát vị.
Anh đã chính thức quay trở lại với NCT sau hơn 1 năm vào ngày 04 tháng 3 năm 2018, với đĩa đơn "Go", đã được đưa vào album đầu tiên của nhóm NCT NCT 2018 Empathy. Nó cũng đánh dấu sự trở lại đầu tiên của Jaemin kể từ khi ra mắt cùng NCT Dream.

### 2019 – nay: Ra mắt diễn xuất, hoạt động solo và ra mắt với NCT U
Vào ngày 13 tháng 3 năm 2019, Jaemin, cùng với các thành viên NCT Dream là Jeno và Jisung, đã đại diện cho các ngôi sao K-pop tại "K-Wave & Halal Show" ở Malaysia. Sự kiện hữu nghị giữa Hàn Quốc và Malaysia, đã được Tổng thống Hàn Quốc Moon Jae-in tham dự trong khuôn khổ chuyến thăm cấp nhà nước ba ngày của ông tới đất nước này.
Vào tháng 4 năm 2019, Jaemin đã có màn ra mắt diễn xuất với vai Han Dae-gang, nhân vật nam chính, cho web-drama ngắn "Method to Hate You" của JTBC, dựa trên webtoon nổi tiếng cùng tên.
Jaemin xuất hiện trên chương trình tạp kỹ chơi game Do You Want To Play? GG, nơi những người nổi tiếng thành lập một đội để đấu với học sinh trung học trong nhiều trò chơi khác nhau. Chương trình bắt đầu được phát sóng vào tháng 5 năm 2019.
Vào tháng 10 năm 2020, Jaemin chính thức ra mắt với tư cách là thành viên của NCT U với bài hát "Make A Wish (Birthday Song)" trên chương trình phát sóng âm nhạc M Countdown của M.Net. Ngoài ra anh ấy còn tham gia vào sân khấu đặc biệt của NCT U "Kick and Ride" vào tháng 6 năm 2020, bản phát hành này đã đánh dấu lần phát hành chính thức đầu tiên của anh ấy với unit.

## Sự nghiệp diễn xuất

### Chương trình truyền hình
| Năm       | Tên                          | Mạng truyền hình     | Vai trò                | Ghi chú          |
| --------- | ---------------------------- | -------------------- | ---------------------- | ---------------- |
| 2014      | EXO 90: 2014                 | Mạng lưới            | Thành viên tân binh SM | Trước khi ra mắt |
| 2015      | Câu lạc bộ chuột Mickey      | Kênh Disney Hàn Quốc |                        | Trước khi ra mắt |
| 2018-2019 | My English Puberty 100 hours | tvN                  | Diễn viên              | Mùa 2            |
| 2019      | Battle Trip                  | KBS                  | Khách mời              | Tập 152          |
| 2019      | Wanna play? GG!              | Channel A            | Diễn viên              |                  |
| 2019      | How to hate you              | JTBC                 | Nam chính              | Daegang          |

## Giải thưởng và đề cử
| Giải thưởng          | Năm  | Hạng mục                               | Tác phẩm đề cử/Người nhận | Kết quả   | Ng.   |
| -------------------- | ---- | -------------------------------------- | ------------------------- | --------- | ----- |
| Seoul Webfest Awards | 2020 | Nam diễn viên xuất sắc nhất (Hàn Quốc) | Method to Hate You        | Đoạt giải | [ 9 ] |